# Lovestruck in the City
Lovestruck in the City (도시남녀의 사랑법?, Dosinamnyeoui sarangbeopLR) è una serie televisiva sudcoreana del 2020.

## Trama
Park Jae-won si innamorò a prima vista di una misteriosa ragazza, che tuttavia sparì improvvisamente dalla sua vita. Anni dopo, l'uomo incontra durante un viaggio Yoon Sun-ah, una ragazza estremamente socievole, spensierata e alla mano; quello che Jae-won non sa è che in realtà la ragazza ha una personalità diametralmente opposta, e che il suo vero nome è Lee Eun-oh. Con il passare del tempo, i due si innamorano.